# Thomas-Rotbauchtamarin
Der Thomas-Rotbauchtamarin (Saguinus labiatus thomasi) ist eine Unterart des Rotbauchtamarins (Saguinus labiatus) aus der Familie der Krallenaffen (Callitrichidae).

## Verbreitung
Er kommt in einem relativ kleinen Gebiet im westlichen brasilianischen Amazonasbecken vor. Es liegt westlich der Mündung des Rio Japurá in den Amazonas zwischen dem Rio Japurá im Norden und dem Río Putumayo und dem Amazonas im Süden. Westlich erreicht das Verbreitungsgebiet nicht die brasilianisch-kolumbianische Grenze. Das Verbreitungsgebiet des Thomas-Rotbauchtamarin ist damit geografisch getrennt vom Verbreitungsgebiet der zwei anderen Unterarten des Rotbauchtamarins, das sich südlich des Amazonas in einem breiten Streifen zwischen dem rechten Ufer des Rio Purus und dem linken Ufer des Rio Madeira von Manaus südwestlich bis an die Nordgrenze Boliviens erstreckt.

## Merkmale
Wie alle Krallenaffen ist der Thomas-Rotbauchtamarin ein relativ kleiner Primat. Er erreicht eine Kopf-Rumpf-Länge von 21 bis 28 Zentimeter, hat einen 30 bis 38 cm langen Schwanz und das Gewicht liegt bei 350 bis 510 Gramm. Wie der Rotbauchtamarin ist er überwiegend schwarz gefärbt mit weißen Lippen und einer weißen Nase. Der Bauch ist aber mehr orange als rot gefärbt und die rote Mittellinie im oberen Stirnbereich des Rotbauchtamarins ist beim Thomas-Rotbauchtamarin nicht vorhanden oder zu einem weißlichen, kleinen Fleck reduziert.

## Lebensraum
Der Thomas-Rotbauchtamarin lebt in primären und sekundären Tieflandregenwäldern, bevorzugt in Terra-Firme-Wäldern außerhalb der Überschwemmungsgebiete der Flüsse. Die an der Mündung des Rio Japurá in den Amazonas gelegenen Várzea-Wälder, die jahreszeitlich durch die sedimentreichen Weißwasserflüsse überflutet werden, werden in der Regel gemieden oder nur aufgesucht, wenn sie nicht überflutet sind. Er ernährt sich von Früchten, Insekten, Spinnentieren, Knospen und Baumsäften.

## Gefährdung
Der Thomas-Rotbauchtamarin kommt in einem der am wenigsten durch menschliche Eingriffe belasteten Regionen des Amazonasregenwaldes vor und der Bestand wird von der IUCN als ungefährdet eingeschätzt. In seinem Verbreitungsgebiet gibt es drei Schutzgebiete (Mamirauá Sustainable Development Reserve, Juami-Japurá Ecological Station und Auatí-Paraná Extractive Reserve).